# Przepis na życie (film)
Przepis na życie (ang. Soul Food, 1997) – amerykański komediowo-dramatyczny film w reżyserii George’a Tillmana Jr. 
W 2000 roku w amerykańskiej stacji Showtime zadebiutował na podstawie filmu serial pod tym samym tytułem. Emitowany był do 2004 roku i do dziś jest najdłuższym serialem dramatycznym, gdzie główna obsada oraz większość aktorów to czarnoskórzy ludzie.

## Fabuła
Film jest opowieścią widzianą oczami 11-letniego chłopca Ahmada (Brandon Hammond), który po śmierci Big Mamy (Irma P. Hall) próbuje na nowo odbudować więzy rodzinne, połączyć członków „sprowadzając ich z powrotem do stołu”.
Przez ponad 40 lat sukcesem Big Mamy w scalaniu rodziny był wspólnie spożywany obiad. Po jej śmierci wszystko uległo diametralnej zmianie. Rodzina nie zasiadała już przy wspólnym stole, narastały problemy i kłótnie domowników. Następczynie Big Mamy, jej trzy córki nie mogą się ze sobą porozumieć. Teri (Vanessa Williams) nie ma zamiaru wydawać swoich pieniędzy na obiady dla całej rodziny, Maxine (Vivica A. Fox) uważa, że nie ma to sensu, ponieważ tylko ona stara się to wszystko naprawić, Bird (Nia Long) natomiast nie interesują sprawy rodzinne, zajęta jest flirtowaniem z byłym kochankiem, który doprowadza do aresztowania jej męża.

## Obsada
- Vanessa Williams jako Teri
- Vivica A. Fox jako Maxine
- Nia Long jako Bird
- Michael Beach jako Miles
- Mekhi Phifer jako Lem
- Brandon Hammond jako Ahmad
- Irma P. Hall jako Big Moma
- Jeffrey D. Sams jako Kenny
- Gina Ravera jako Faith
- Malik Yoba jako inżynier

## Nagrody i nominacje
Nagroda Satelita 1998
- nominacja: najlepsza piosenka − „A Song for Mama"

MTV Movie Awards 1998
- nominacja: najlepsza aktorka − Vivica A. Fox
- nominacja: najlepsza piosenka filmowa − „A Song for Mama"

Acapulco Black Film Festival 1998
- najlepszy film
- nominacja: najlepszy aktor − Michael Beach
- najlepsza aktorka − Vivica A. Fox
- nominacja: najlepsza aktorka − Vanessa Williams
- nominacja: najlepsza ścieżka dźwiękowa − Various Artists
- nominacja: najlepszy reżyser − George Tillman Jr.

NAACP Image Award 1998
- Outstanding Motion Picture
- nominacja: Outstanding Lead Actress in a Motion Picture − Vivica A. Fox
- Outstanding Lead Actress in a Motion Picture − Vanessa Williams
- Outstanding Supporting Actress in a Motion Picture − Irma P. Hall
- Outstanding Youth Actor/Actress − Brandon Hammond

Nagroda Grammy 1998
- nominacja: najlepsza piosenka − „A Song for Mama"